# 1. Klasse Danzig-Westpreußen 1943/44
De 1. Klasse Danzig-Westpreußen 1943/44 was het vierde voetbalkampioenschap van de 1. Klasse Danzig-Westpreußen. De competitie werd in meerdere groepen verdeeld. De winnaars van de groepen plaatsten zich voor de promotie-eindronde. 

## Eindstand

### Kreisgruppe Bromberg/Thorn
Reichsbahn SG Bromberg trok zich in november 1943 terug, de club had één wedstrijd gewonnen en één verloren, de resultaten werden geschrapt. 
| Plaats | Club                            | Wed.           | W              | G              | V              | Saldo          | Ptn.           |
| ------ | ------------------------------- | -------------- | -------------- | -------------- | -------------- | -------------- | -------------- |
| 1.     | Post-SG Thorn                   | 5              | 2              | 1              | 2              | 22:16          | 5              |
| 2.     | VfL Kulm                        | 4              | 2              | 1              | 1              | 11:07          | 5              |
| 3.     | Reichsbahn SG Kulmsee           | 1              | 1              | 0              | 0              | 01:00          | 2              |
| 4.     | SV Thorn II/Reichsbahn SG Thorn | 3              | 1              | 0              | 2              | 10:15          | 2              |
| 5.     | WSV Bromberg                    | 1              | 0              | 0              | 1              | 01:07          | 0              |
| 6.     | Reichsbahn SG Bromberg          | Teruggetrokken | Teruggetrokken | Teruggetrokken | Teruggetrokken | Teruggetrokken | Teruggetrokken |

|  | Deelname promotie-eindronde |

### Kreisgruppe Danzig
Niet meer alle uitslagen zijn bekend, hieronder de laatst bekende tabel. WKG der BSG Ferdinand Schichau GmbH Danzig trok zich in november 1943 na drie verloren wedstrijden terug. 
| Plaats | Club                                       | Wed.           | W              | G              | V              | Saldo          | Ptn.           |
| ------ | ------------------------------------------ | -------------- | -------------- | -------------- | -------------- | -------------- | -------------- |
| 1.     | Reichsbahn SG Danzig                       | 12             | 8              | 2              | 2              | 76:24          | 18             |
| 2.     | TV Ohra                                    | 11             | 7              | 3              | 1              | 56:19          | 17             |
| 3.     | LSV Danzig II                              | 10             | 7              | 0              | 3              | 53:22          | 14             |
| 4.     | SC Wacker Schidlitz                        | 9              | 4              | 2              | 3              | 31:27          | 10             |
| 5.     | WKG Kriegsmarine Danzig                    | 7              | 3              | 3              | 1              | 26:12          | 9              |
| 6.     | SC Preußen Danzig II                       | 10             | 4              | 0              | 6              | 34:37          | 8              |
| 7.     | SG Neufahrwasser II                        | 8              | 3              | 1              | 4              | 26:27          | 7              |
| 8.     | RVgg Ostmark-Hansa Danzig                  | 12             | 2              | 3              | 7              | 27:49          | 7              |
| 9.     | Gehörlosen-TuSV Danzig                     | 11             | 0              | 0              | 11             | 4:116          | 0              |
| 10.    | WKG der BSG Ferdinand Schichau GmbH Danzig | Teruggetrokken | Teruggetrokken | Teruggetrokken | Teruggetrokken | Teruggetrokken | Teruggetrokken |

|  | Deelname promotie-eindronde |

### Kreisgruppe Dirschau/Konitz
Uit de Kreisgruppe Dirschau/Konitz is enkel kampioen HSV Unteroffiziersschule Mewe bekend. 

### Kreisgruppe Elbing
Niet meer alle uitslagen zijn bekend, hieronder de laatst bekende tabel.
| Plaats | Club                                       | Wed. | W | G | V | Saldo | Ptn. |
| ------ | ------------------------------------------ | ---- | - | - | - | ----- | ---- |
| 1.     | VfR Hansa Elbing                           | 4    | 2 | 1 | 1 | 13:14 | 5    |
| 2.     | SV Viktoria Elbing II                      | 3    | 2 | 0 | 1 | 10:04 | 4    |
| 3.     | Elbinger SV 05                             | 3    | 1 | 1 | 1 | 11:11 | 3    |
| 4.     | WKG der BSG Ferdinand Schichau GmbH Elbing | 2    | 0 | 0 | 2 | 02:07 | 0    |

|  | Deelname promotie-eindronde |

### Kreisgruppe Graudenz/Marienwerder
Uit de Kreisgruppe Graudenz/Marienwerder is enkel kampioen SC Graudenz bekend. 

### Kreisgruppe Marienburg
Uit de Kreisgruppe Marienburg zijn enkel de deelnemers SV Sandhof Marienburg, BSG Königsdorf, Reichsbahn SG Marienburg en Reichsbahn SG Marienburg II bekend. Er was geen vertegenwoordiger van deze competitie in de eindronde en alle clubs trokken zich na dit seizoen terug uit de competitie. 

### Kreisgruppe Zoppot/Gotenhafen
Uit de Kreisgruppe Zoppot/Gotenhafen zijn geen uitslagen meer bekend, enkel dat WKG Navigationsschule Gotenhafen zich voor de eindronde plaatste. WKG Kriegsmarine Oxhöft, dat niet aan de competitie deelnam en pas in januari 1944 opgericht werd nam ook aan de eindronde deel. 
- WKG Navigationsschule Gotenhafen
- SG Hexengrund
- LSV Rahmel
- Reichsbahn SG Gotenhafen
- WKG der BSG der TVA Oxhöft
- WKG Navigationsschule Gotenhafen
- Post-SG Gotenhafen II
- VfL Rahmel
- TuSV Rahmel
- VfL Karthaus
- TuSG 1882 Neustadt

## Promotie-eindronde

### Groep A
| Plaats | Club                             | Wed. | W | G | V | Saldo | Ptn. |
| ------ | -------------------------------- | ---- | - | - | - | ----- | ---- |
| 1.     | WKG Kriegsmarine Oxhöft          | 4    | 4 | 0 | 0 | 17:05 | 8    |
| 2.     | WKG Kriegsmarine Danzig          | 4    | 3 | 0 | 1 | 20:08 | 6    |
| 3.     | WKG Navigationsschule Gotenhafen | 4    | 1 | 0 | 3 | 13:14 | 2    |
| 4.     | Elbinger SV 05                   | 4    | 0 | 0 | 4 | 04:27 | 0    |

|  | Promotie naar Gauliga Danzig-Westpreußen 1944/45 |

### Groep B
| Plaats | Club                          | Wed. | W | G | V | Saldo | Ptn. |
| ------ | ----------------------------- | ---- | - | - | - | ----- | ---- |
| 1.     | HSV Unteroffiziersschule Mewe | 4    | 3 | 0 | 1 | 12:08 | 6    |
| 2.     | Post-SG Thorn                 | 4    | 2 | 1 | 1 | 09:07 | 5    |
| 3.     | SC Graudenz                   | 4    | 0 | 1 | 3 | 04:10 | 1    |

|  | Promotie naar Gauliga Danzig-Westpreußen 1944/45 |